# ラ・イール山

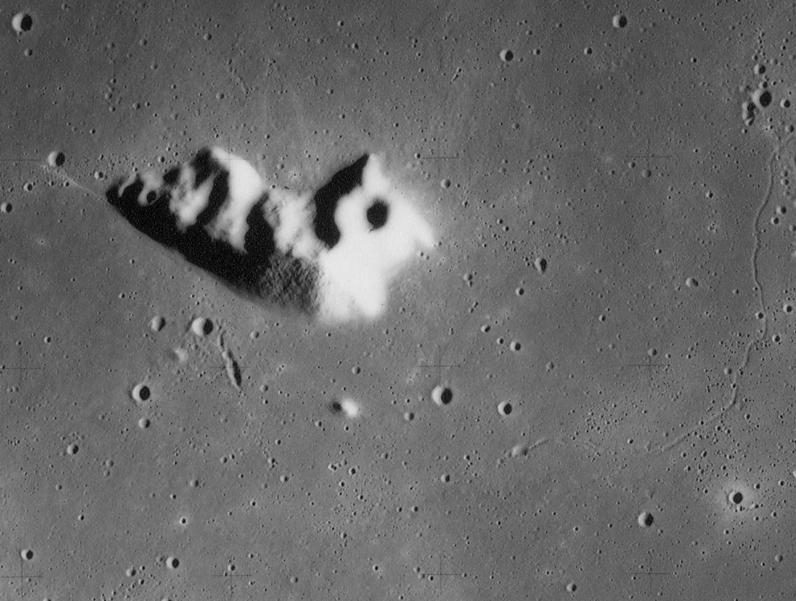
アポロ15号から撮影した画像

ラ・イール山(Mons La Hire)は、月の雨の海西部にある独立峰である。オイラーの北西、ランバートの西北西に位置する。
月面座標は、北緯27.8°、西経25.5°で、最大直径は25kmである。西北西を指す矢の頭のような形をしている。標高は1.5kmである。
フランスの数学者で天文学者のフィリップ・ド・ラ・イールに因んで名付けられた。

## 近隣のクレーター
この山の近隣の小さなクレーターのいくつかには、IAUによって名前が付けられている。FelixとVerneは山の南側に位置し、その他は北から北東方向にある。
| クレーター | 月面座標                                          | 直径 | 名前の由来               |
| ---------- | ------------------------------------------------- | ---- | ------------------------ |
| Annegrit   | 北緯29度24分 西経25度36分 / 北緯29.4度 西経25.6度 | 1 km | ドイツ語の女性名         |
| Charles    | 北緯29度54分 西経26度24分 / 北緯29.9度 西経26.4度 | 1 km | フランス語の男性名       |
| Felix      | 北緯25度06分 西経25度24分 / 北緯25.1度 西経25.4度 | 1 km | ラテン語の男性名         |
| Mavis      | 北緯29度48分 西経26度24分 / 北緯29.8度 西経26.4度 | 1 km | スコットランド語の女性名 |
| Verne      | 北緯24度54分 西経25度18分 / 北緯24.9度 西経25.3度 | 2 km | ラテン語の男性名         |

## 衛星クレーター
| ラ・イール | 緯度    | 経度    | 直径 |
| ---------- | ------- | ------- | ---- |
| A          | 28.5° N | 23.4° W | 5 km |
| B          | 27.7° N | 23.0° W | 4 km |